# Satoki Uejō
Satoki Uejō (jap. 上門 知樹, Uejō Satoki; * 27. April 1997 in der Präfektur Okinawa) ist ein japanischer Fußballspieler.

## Karriere
Satoki Uejō erlernte das Fußballspielen in der Schulmannschaft der Yokatsu High School. Seinen ersten Vertrag unterschrieb er 2016 beim FC Ryūkyū. Der Verein, der in der Präfektur Okinawa beheimatet ist, spielte in der dritten Liga, der J3 League. 2018 wurde er mit dem Klub Meister der dritten Liga und stieg in die zweite Liga auf. 2020 unterschrieb er einen Vertrag beim Ligakonkurrenten Fagiano Okayama in Okayama. Für Okayama bestritt er 83 Zweitligaspiele. Im Januar 2020 nahm ihn der Erstligist Cerezo Osaka aus Osaka unter Vertrag.
FC Ryūkyū
- Japanischer Drittligameister: 2018  ▲